# River Suir Bridge
Die River Suir Bridge (irisch Droichead na Siúire) überspannt bei Waterford in Irland den Fluss Suir. Die Straßenbrücke ist seit der Fertigstellung im Jahr 2009 mit zwei Fahrstreifen je Fahrtrichtung Teil der Nationalstraße N25, die auf einer neuen Trasse Waterford umgeht. Die einhüftige Schrägseilbrücke weist mit 230 m die größte Stützweite einer Brücke in Irland  auf.  

## Konstruktion
Das insgesamt 30,6 m breite und 465 m lange Bauwerk besitzt fünf Öffnungen mit Stützweiten von 40 m, 70 m, 90 m, 230 m und 35 m. Das Fahrbahndeck ist eine Stahlverbundkonstruktion, die in der Hauptöffnung von 38 Seilen getragen wird. Die Tragseile mit 25 cm bis 40 cm Durchmesser und maximal 225 m Länge sind in zwei Ebenen angeordnet und in einem 112 m hohen A-Pylon aus Stahlbeton verankert. Die  Pylonstiele, mit einer Kletterschalung hergestellt, haben unten einen Abstand von 53 m und sind auf 94 Stahlpfählen gegründet. Die Flussöffnung wurde im Freivorbau errichtet, die Fahrbahnplatte mit Stahlbetonfertigteilen hergestellt.